# Societatea zăpezii
Societatea zăpezii (titlu original: La sociedad de la nieve) este un film spaniolo-american din 2023 scris și regizat de J. A. Bayona. Rolurile principale au fost interpretate de actorii Enzo Vogrincic, Matías Recalt și Agustín Pardella.
Prezintă un caz real și anume dezastrul zborului avionului Fairchild FH-227⁠(d) al forțelor armate din Uruguay, care s-a prăbușit în Anzi în 1972. Este o adaptare a cărții cu același nume a lui Pablo Vierci, care documentează relatările tuturor celor 16 supraviețuitori ai accidentului, pe mulți dintre aceștia Vierci i-a cunoscut din copilărie. Distribuția este compusă din actori uruguayeni și argentinieni, dintre care majoritatea sunt debutanți. 

## Distribuție
- Enzo Vogrincic – Numa Turcatti
- Matías Recalt – Roberto Canessa
- Agustín Pardella – Nando Parrado
- Tomas Wolf – Gustavo Zerbino

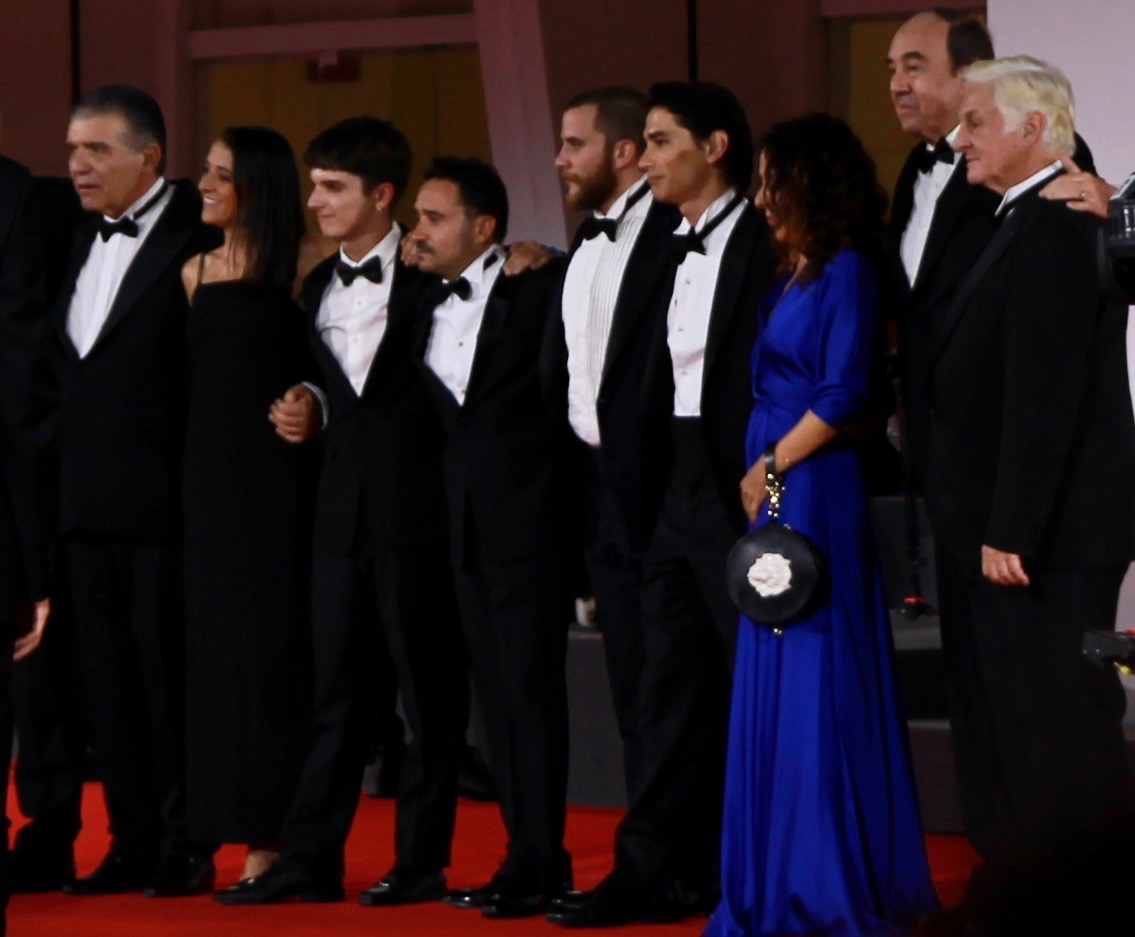
Distribuția filmului și supraviețuitori reali

- Diego Vegezzi – Marcelo Pérez del Castillo
- Esteban Kukuriczka – Adolfo "Fito" Strauch
- Francisco Romero – Daniel Fernández Strauch
- Rafael Federman – Eduardo Strauch
- Felipe González Otaño – Carlitos Páez
- Agustín Della Corte – Antonio "Tintín" Vizintín
- Valentino Alonso – Alfredo "Pancho" Delgado
- Simón Hempe – José Luis "Coche" Inciarte
- Fernando Contigiani García – Arturo Nogueira
- Benjamín Segura – Rafael "el Vasco" Echavarren
- Rocco Posca – Ramón "Moncho" Sabella
- Luciano Chatton – Pedro Algorta
- Agustín Berruti – Bobby François
- Juan Caruso – Álvaro Mangino
- Andy Pruss – Roy Harley
- Santiago Vaca Narvaja – Daniel Maspons
- Esteban Bigliardi – Javier Methol
- Paula Baldini – Liliana Methol
- Federico Aznarez – Enrique Platero
- Alfonsina Carrocio – Susana Parrado
- Silvia Giselle Pereyra – Eugenia Parrado
- Virginia Kaufmann – Esther Nicola
- Felipe Ramusio – Diego Storm
- Blas Polidori – Gustavo Nicolich
- Emanuel Parga – Carlos Roque
- Iair Said – Julio César Ferradas
- Louta – Gastón Costemalle
- Carlos "Carlitos" Páez – tatăl ei, Carlos Páez Vilaró[6]
- Maximiliano de la Cruz – Dante Lagurara[9][10][7][11]